# Gasteracantha tondanae
Gasteracantha tondanae là một loài nhện trong họ Araneidae.
Loài này thuộc chi Gasteracantha. Gasteracantha tondanae được Mary Agard Pocock miêu tả năm 1897.